# Sportovní areál

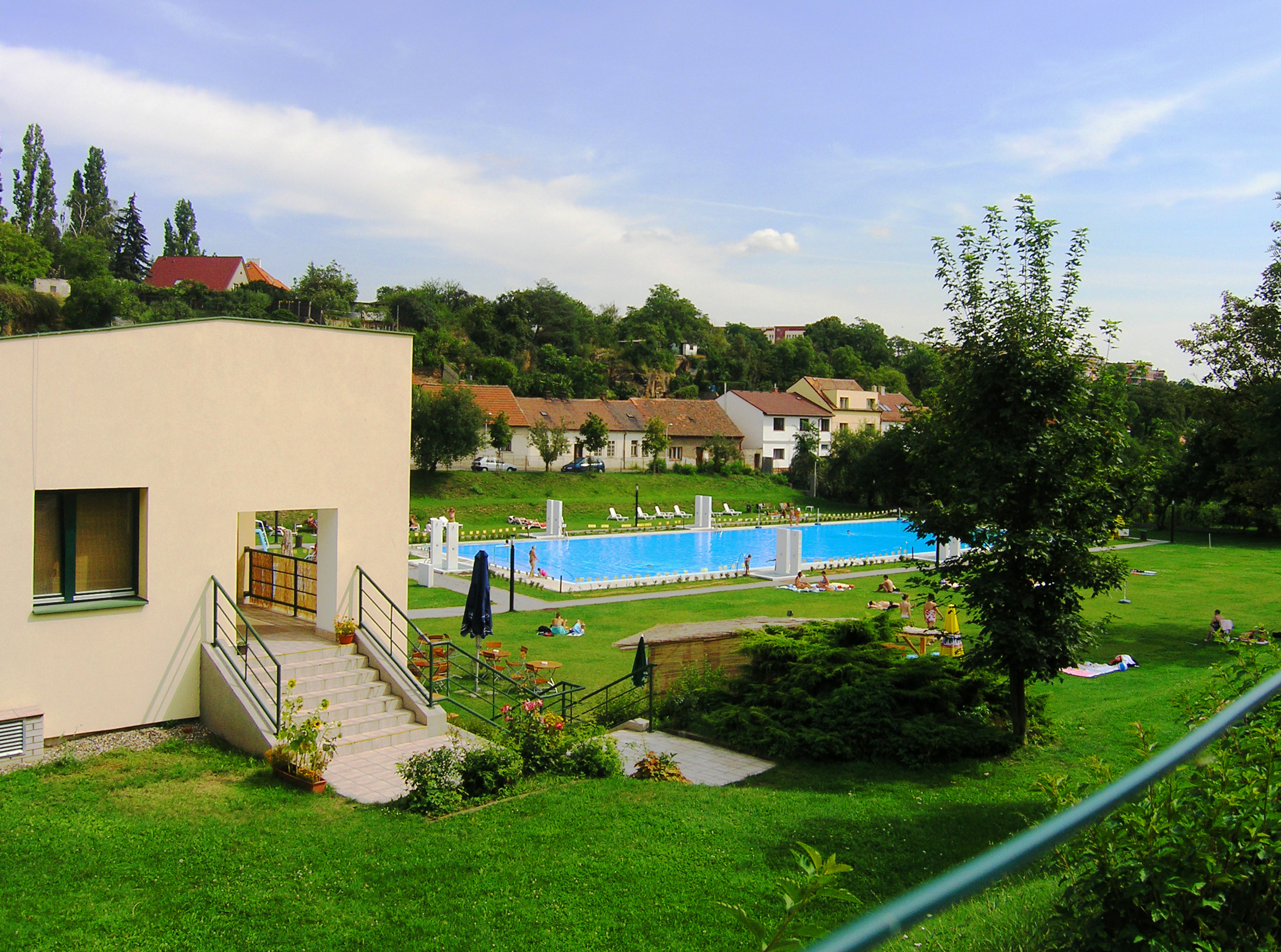
Velkoměstské koupaliště

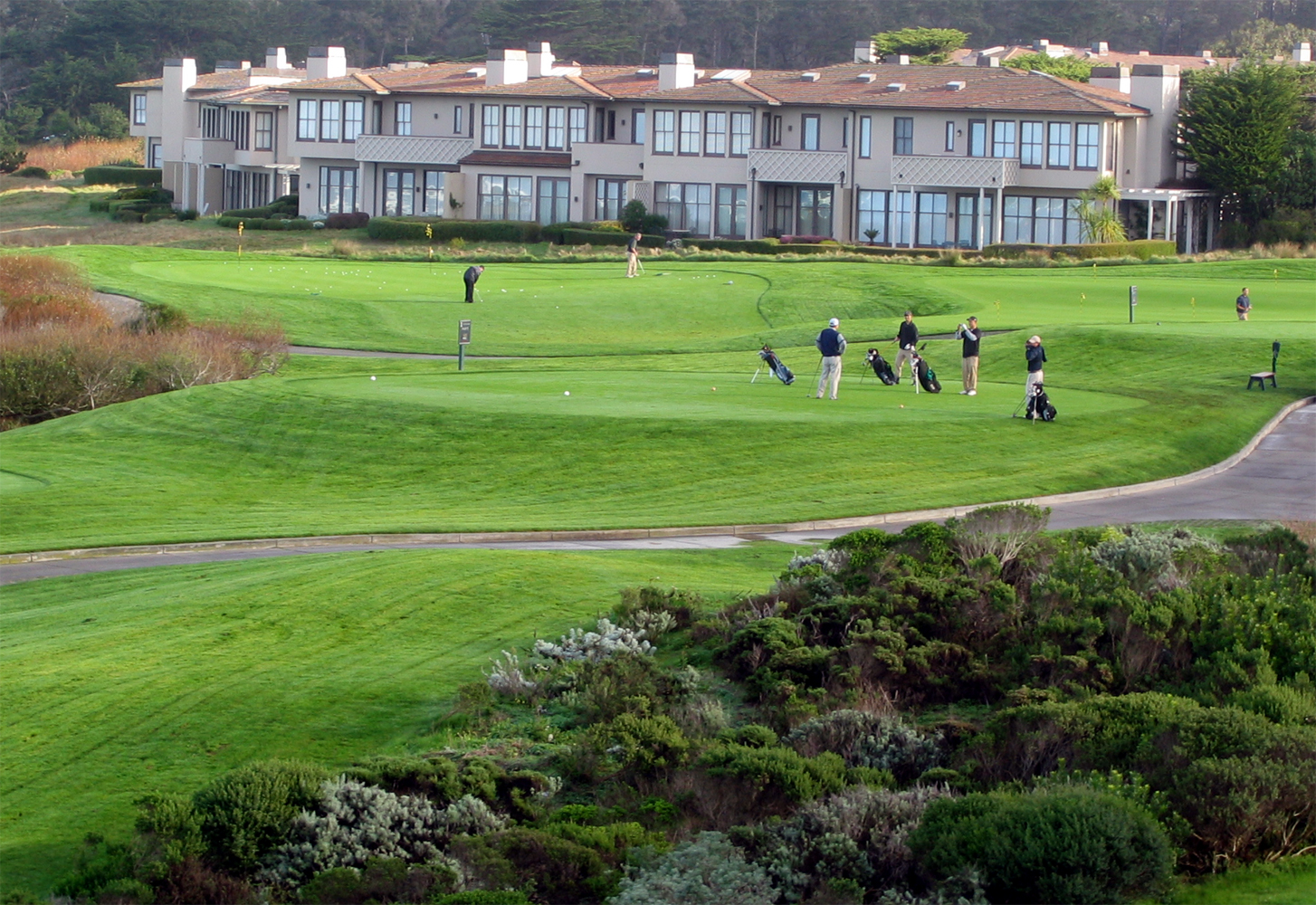
Golfové hřiště

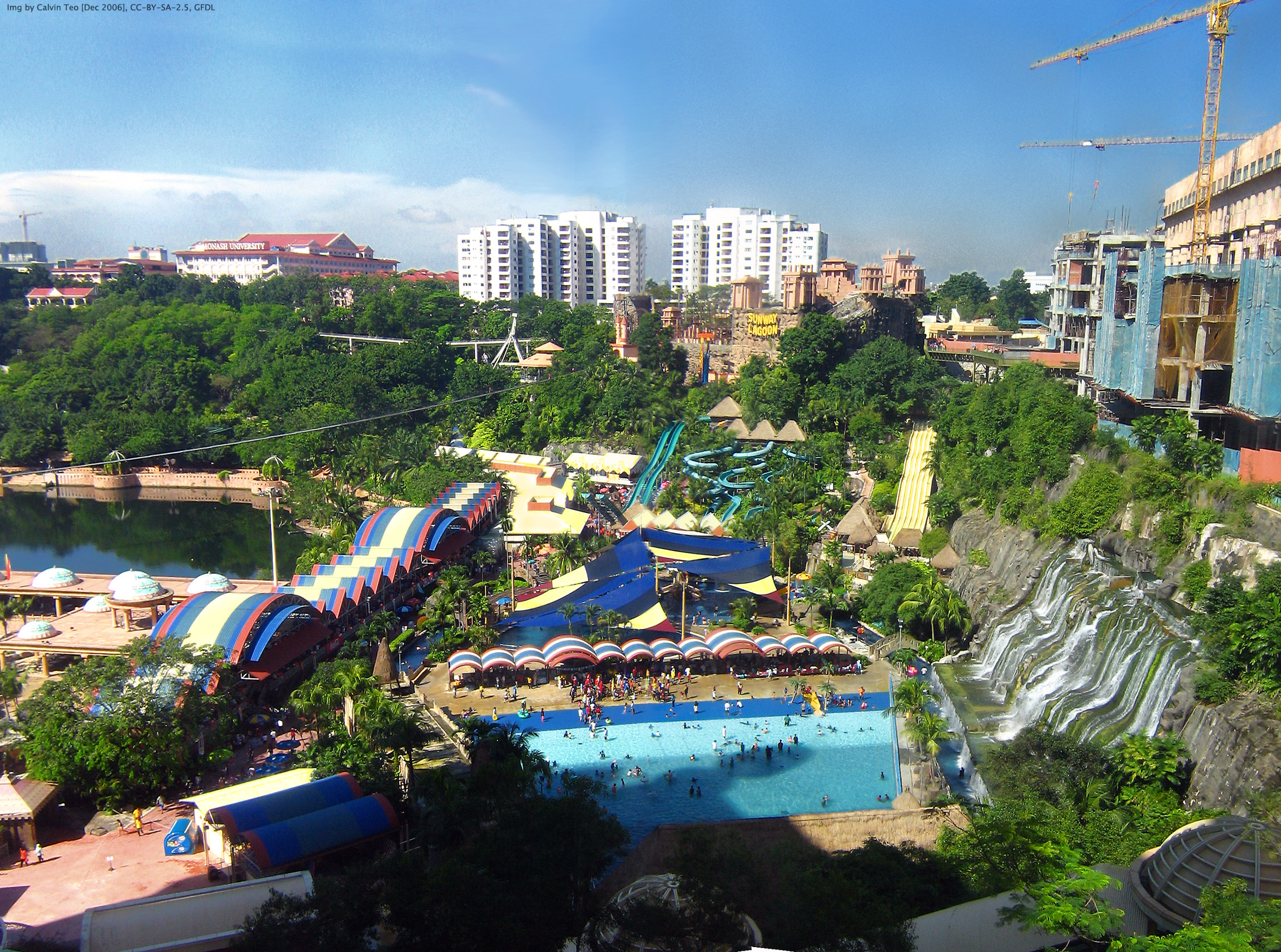
Akvapark v Malajsii

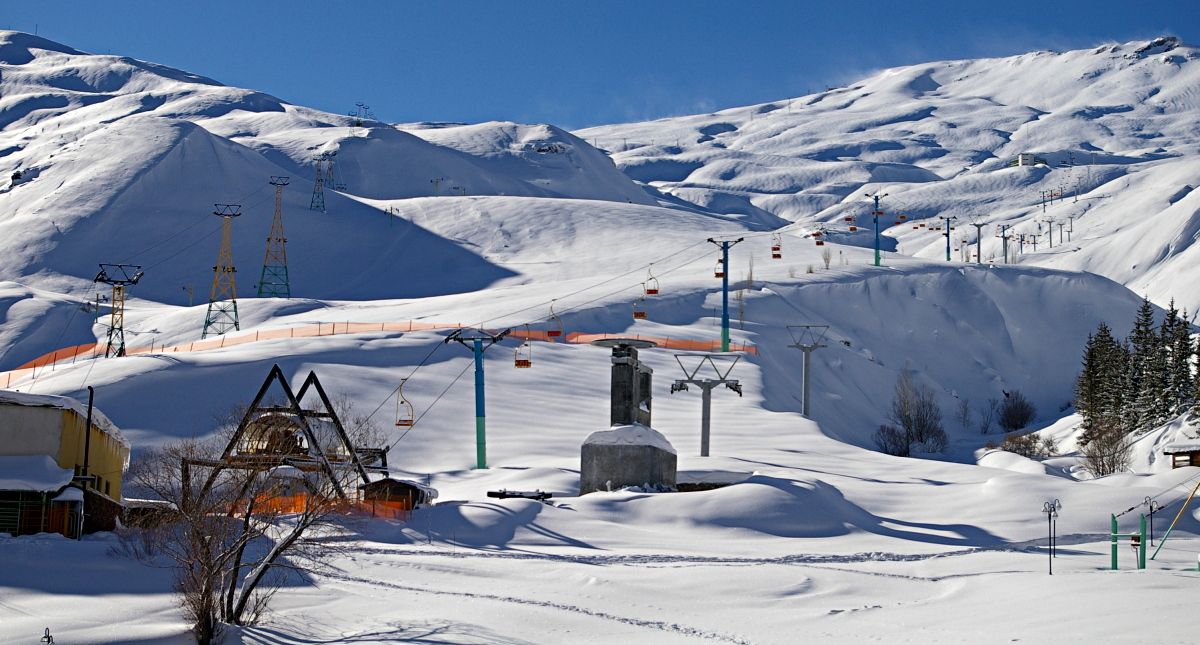
Lyžařský areál

Sportovní areál je soubor budov a technického vybavení soustředěných na jediném místě tak, aby umožnily provozování sportovních aktivit.

## Použitá terminologie
Terminologie není zatím ustálená. Pod název sportovní areál se vejde jak jednoduché koupaliště doplněné stánkem s občerstvením, tak mnohahektarový lyžařský areál. Vždy jde ale o zařízení určená pro sportovní využití běžné veřejnosti. Stavby určené k produkcím malých skupinek profesionálních sportovců pro mnohonásobně početnější publikum přihlížejících diváků bývají označovány spíše jako arény nebo stadiony.

## Umístění sportovního areálu
Umístění je podřízeno vhodným přírodním podmínkám pro vybudování vlastního sportoviště, obslužných provozů a dopravní dostupností. Některé typy sportovních areálů jsou na přírodních podmínkách zcela závislé. Typický příklad jsou lyžařské sjezdovky a jachetní přístavy. Aquaparky, tenisové kurty nebo fitcentra jsou naopak často součástí nákupních center a těží ze synergie právě s ostatními početně navštěvovanými atrakcemi jako jsou multikina a hypermarkety. Jinými slovy: některé typy sportovních areálů nutí návštěvníky, aby přišli za nimi, jiné typy přicházejí za svými návštěvníky.

## Co najdeme ve sportovním areálu
- Samozřejmě vlastní sportoviště, tedy lyžařskou sjezdovku, bazén, tělocvičnu. K tomu nezbytné prostory pro návštěvníky jako jsou šatny, umývárny. Dále pak technické zázemí nutné pro provozování sportu. K lyžařské sjezdovce patří lyžařský vlek, sněhová děla, stroje na úpravu sjezdovky. Plavecký bazén se neobejde bez zařízení na úpravu a filtraci vody, výkonného vytápěcího a větracího zařízení.
- Zázemí, bez kterého není provozování areálu možné. Nápadná bývá pokladna anebo recepce, prostě místo, kde se vybírá vstupné. Často na tuto část navazují prostory pro obslužný personál celého areálu.
- Doplňkové služby, které ze sportoviště dělají sportovní areál
  - Prodej občerstvení formou bistra, kiosku, restaurace
  - Půjčovna sportovního vybavení: lyží, surfů, bruslí
  - Prodej jednoduchého sportovního vybavení (plavky, ochranné brýle) a pomocného materiálu (opalovací krém)
  - Servis sportovního vybavení. Pro areály zimních sportů je typické seřizování lyžařského vázání nebo broušení bruslí
  - Sportoviště pro další sporty. Součástí plaveckých areálů běžně bývají posilovny a fitcentra.
  - Služby typu kadeřnictví, pedikúry, masáže, sauna.
  - Parkoviště pro osobní vozy návštěvníků.
  - Sportovní areál by měl být v docházkové vzdálenosti zastávek hromadné dopravy, případně vybaven stanovištěm taxislužby

## Běžně se vyskytující typy sportovních areálů
- Akvapark
- Lyžařský areál (zimní středisko)
- Lyžařská sjezdovka
- Jachetní přístav
- Tenisové kurty
- Golfové hřiště
- Koupaliště